# 长龙航空

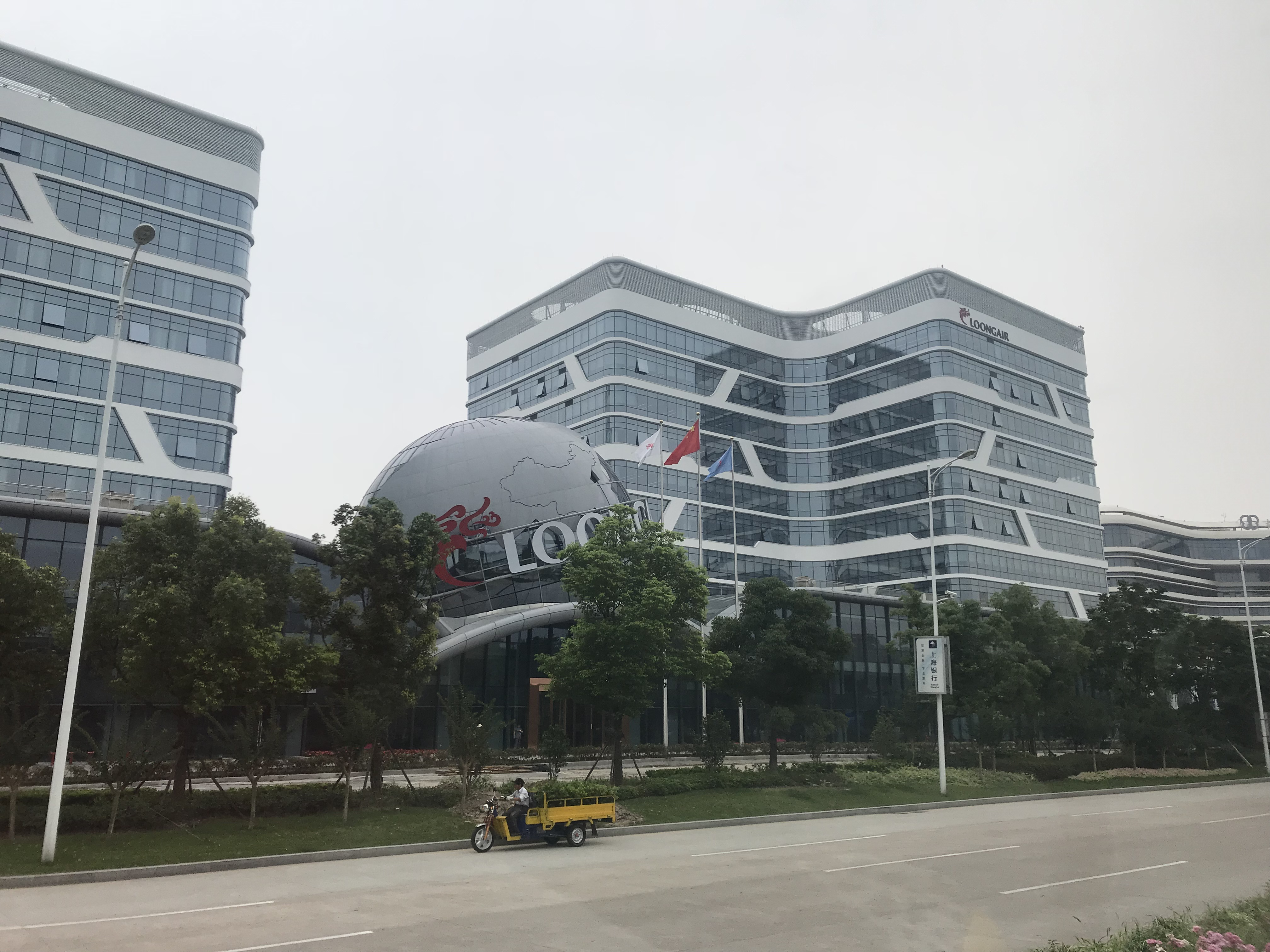
公司总部

浙江长龙航空有限公司，（IATA：GJ，ICAO：CDC），成立于2011年4月19日，是经中国民用航空局批准的从事航空客货运输服务的综合航空运输企业。公司主营运基地设在浙江省杭州市杭州萧山国际机场。
长龙航空先后取得中国民用航空局颁发的经营许可证书，运行合格审定证书，国家工商行政管理总局核发的企业法人营业执照。浙江长龙航空有限公司的成立，标志着浙江这个经济强省彻底结束了自2004年中航浙江航空被合并之后没有本土民用航空的历史，迎来航空发展的新时代。
2013年2月16日，中国民用航空局批准同意将“长龙国际货运航空有限公司”名称变更为“浙江长龙航空有限公司”，并同意公司在原有货运业务的基础上增加客运业务。2013年7月26日，公司获得中国民用航空局颁发的新《公共航空运输经营许可证》，获准扩大经营范围，准许经营国内航空旅客运输业务，国内、国际航空货邮运输业务。公司主营业务包括国内航空旅客运输、国际国内航空货物运输、航空快递、航空器维护、航空客货运输的延伸服务。
2016年6月28日，长龙航空开通杭州-岘港首条国际客运航线，至此拥有国内国际、客运货运全牌照运营资质。

## 股权
长龙航空有限公司由汇祥实业投资有限公司控股，豪富集团有限公司、亚洲赢胜投资有限公司及考菲尔德投资有限公司参股。注册资本2亿元。

## 历史

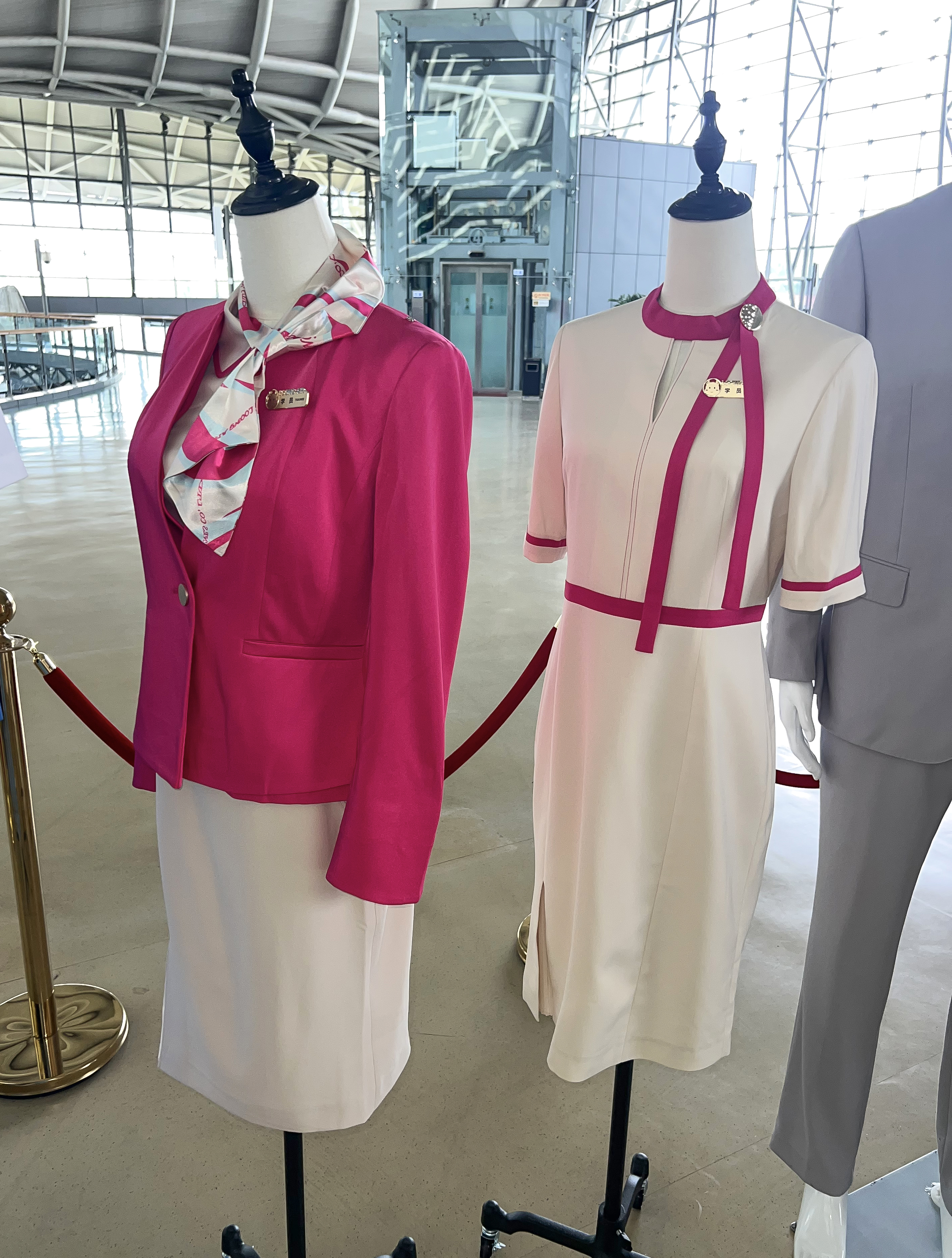
长龙航空乘务员制服

长龙航空有限公司于2009年1月9日经民航局批准筹建。
2012年
1. 7月16日上午,长龙航空首架波音737-300货机抵达杭州机场，编号为B-2949。这是长龙国际货运航空有限公司（CDI CARGO AIRLINES LTD.，简称“长龙航空”）首架全货机在山东济南完成改装后，经由青岛调机顺利抵达杭州本场。
2. 7月27日，长龙货运航空成功取得CCAR-121/145许可证。
3. 8月9日晚23:00，在杭州萧山国际机场货机坪第101号停机位，长龙货机起飞往青岛，这标志着长龙航空正式投入商业运营，也标志着浙江省结束了没有本土CCAR-121航空企业的历史[3]。

2013年
1. 2月16日，民航局批准同意将“长龙国际货运航空有限公司”名称变更为“浙江长龙航空有限公司”，并同意公司在原有货运业务的基础上增加客运业务。主营业务将包括国际、国内航空旅客、货物运输、航空快递、航空器维护、航空客货运输的延伸服务。长龙航空公司的成立，标志着浙江彻底结束了没有本土民用航空的历史。新组建的长龙航空由浙江省人民政府入股15%，其余股份由自然人参股，是一家民营控股的浙江本土航空公司。长龙航空方面称，该公司将立足浙江，面向全国，不断加快引进大中型飞机，打造“以杭州为中心的全国4小时交通圈、全球12小时交通圈”。
2. 9月3日，浙江长龙航空在昆明长水国际机场开通首个定期全货机航线。飞机由南通飞抵昆明长水国际机场，标志着长水机场首个定期全货机航线正式开通，填补了长水机场无全货机航线航班的市场空白，为长水机场航空货运市场发展带来新的活力。当天，云南机场集团、长水机场与长龙航空在长水机场机坪举行了简单的首航仪式。[4]
3. 9月12日，浙江长龙航空公司与浙江省旅游集团（简称“浙旅集团”）战略合作框架协议签约仪式在浙江宾馆隆重举行。长龙航空董事长刘启宏和浙旅集团董事长张德潭，分别代表双方在战略合作框架协议上签字。
4. 9月25日，浙江长龙航空有限公司，在北京航展上与空中客车公司签订谅解备忘录，承诺订购20架空中客车A320系列飞机，其中包括11架现款A320飞机和9架选装新型发动机的A320neo飞机。谅解备忘录由浙江长龙航空有限公司董事长刘启宏和空中客车公司总裁兼首席执行官法布里斯·布利叶签署。
5. 12月16日下午2点，浙江长龙航空首架空中客车A320客机（B-9962）在杭州萧山国际机场平稳落地。当飞机滑行至停机坪时，道口两侧喷出巨大的水柱，为飞机行“水门”礼，飞机穿“水门”而过缓缓停稳，这寓示着，在中国民航局和浙江省人民政府的大力支持下，浙江省首家本土航空公司——浙江长龙航空客运业务即将正式投入运营。民航浙江监管局、杭州萧山国际机场和浙江长龙航空的领导参加了接机仪式。
6. 12月22日下午2点，浙江长龙航空有限公司第二架空中客车A320客机（B-6858）顺利抵达杭州本场，在杭州萧山国际机场（简称“杭州机场”）平稳落地。
7. 12月29日上午，执行杭州-重庆首航任务的浙江长龙航空GJ8691航班和杭州-深圳首航任务的GJ8687航班即将起飞，这将标志着浙江省首家本土基地航空公司——浙江长龙航空有限公司客运航班成功运营。长龙航空举行了盛大的首航仪式。此外，在开航典礼上，长龙航空与空中客车公司（Airbus S.A.S.）正式签订了购买20架空中客车A320系列飞机协议，购买的全新空中客车A320飞机将在2020年前全部到位并投入商业运营。2014年上半年，公司将继续引进4架全新空客A320客机，届时，机队规模将达到9架，包括6架客机和3架货机。长龙航空近期通航的城市包括重庆、西安、武汉、广州、深圳、成都等，后续还将结合运力增加和市场需求不断开通国内其他城市航线，构建“以杭州为中心的全国4小时交通圈、全球12小时交通圈”。
8. 12月30日，开通武汉，西安，广州，成都，银川（经停西安）五个航点。

2014年
1. 1月26日，长龙航空前往成都拜会西南管理局。
2. 2月16日，长龙航空开通杭州—洛阳航线。（同日，取消武汉航点）执行杭州往返洛阳飞行任务的是长龙航空GJ8681/GJ8682航班，从杭州萧山国际机场出发的时间为早上7点整，到达洛阳时间为早上8点30分，早上9点05分从洛阳机场返回，早上10点30分抵达萧山机场，每天一个航班。这是浙江长龙航空自2013年12月29日客运首航以来，继深圳、武汉、成都、广州、重庆、西安、银川后第8个通航的城市，长龙航空也是目前唯一一家开通此条航线的航空公司。
3. 3月25日，换季后，取消银川航线，西安航线加密至每日两班。
4. 4月2日，长龙航空公司拟开通杭州—济宁—呼和浩特航线。
5. 4月12日早上9点50分，一架全新的空客A320飞机平稳降落在杭州萧山机场跑道上，接受寓意接风洗尘的“水门”礼。这是浙江长龙航空有限公司开通客运以来迎来的第3架客机（B-1866），也是公司自购的第一架客机。
6. 4月12日，长龙航空变更银川航线，改由经停洛阳。同时，洛阳机场新开通至银川航线。洛阳机场，银川机场开通银川—洛阳—杭州航班，每天1班。
7. 4月12日，长龙航空开通杭州—青岛航线，每周执飞四班。
8. 4月12日下午16:55，伴随着浙江长龙航空GJ8885航班在襄阳机场的安全落地，浙江长龙航空正式开通杭州—襄阳—成都航线。浙江长龙航空新开通的杭州—襄阳—成都航线，杭州起飞时间为16:55，18:30抵达襄阳，19:10从襄阳起飞，21:10抵达成都；从成都返回时间为22:10，23:50抵达襄阳，00:20从襄阳起飞，01:50抵达杭州。
9. 4月21日晚上18点30分，浙江长龙航空有限公司GJ8881航班满载乘客，腾空而起，正式开启了杭州到昆明的首航之旅。长龙航空杭州往返昆明航线的开通，为两地商旅客出行提供更多的选择。长龙航空杭州往返昆明航班每天一班。
10. 4月25日，洛阳至杭州、银川航班时刻将作调整。杭州—洛阳—银川航线，每日一班，航班号为GJ8721、GJ8722。4月25日至10月25日，杭州—洛阳—银川调整后的时刻为:周一、周三、周五、周日，15:55从杭州起飞，17:35到达洛阳，18:05从洛阳起飞，19:50到达银川；20:35从银川起飞，22:10到达洛阳，22:40从洛阳起飞，次日00:10到达杭州。每周二、周四、周六，07:00从杭州起飞，08:30到达洛阳，09:05从洛阳起飞，10:50到达银川；11:25从银川起飞，12:50到达洛阳，13:30从洛阳起飞，14:55到达杭州。
11. 4月25日早上7点10分，浙江长龙航空有限公司GJ8727航班准点起飞，标志着长龙航空正式开通杭州=济宁=呼和浩特航线。长龙航空杭州=济宁=呼和浩特航班每周一、三、五、七一班，早上7点10分从杭州出发，8点35分抵达济宁，停留半小时后，9点05分从济宁出发，10点45分抵达呼和浩特；中午11点30分从呼和浩特返回，13点整到达济宁，13：30分从济宁机场出发，14点55分抵达杭州。该条航线开通后，公司通航城市达到了13个。
12. 5月6日早上9点50分，一架注册号为B-1867的全新空客A320客机飞抵杭州萧山机场。这是浙江长龙航空有限公司自购的第2架客机，也是公司引进的第4架客机。至此，公司机队规模达到了7架，包括4架客机和3架货机。
13. 5月6日，长龙航空开通了杭州=武汉=西宁航线，每天一个航班。杭州=武汉=西宁航线去程航班号为GJ8729，早上7点20分从杭州起飞，9点10分到达武汉，9点55分从武汉出发，12点15降落西宁；回程航班号为GJ8730，下午13点10分从西宁出发，15点15分抵达武汉，16点15分从武汉启程，17点30分返回杭州。
14. 6月5日中午11点45分，一架注册号为B-1868的全新空客A320“鲨鳍小翼”飞机平稳降落在杭州萧山机场跑道上，通过“水门”仪式后，正式加入浙江长龙航空有限公司大家庭。这是公司自购的第三架客机，也是公司引进的第五架客机。至此，长龙航空机队规模将达到八架，包括五架A320客机和三架B737货机。
15. 6月12日，浙江长龙航空公司将正式开通贵阳—万州—杭州往返航班。每周执行3班，班期为：每周二、四、六，机型为空客A320（152座）。杭州=万州=贵阳航线去程航班号为GJ8749，早上7点20分从杭州起飞，9点20分到达万州，停留半小时后，9点50分，从万州出发，10点55分到达贵阳；回程航班号为GJ8750，中午11点30分从贵阳起飞，12点35分到达万州，13点05分从万州起飞，14点55分到达杭州。
16. 6月17日，民航浙江监管局与长龙航空首次联系会议在长龙航空办公楼会议室顺利召开。浙江监管局戴志刚局长、黄建设副局长率监管局各专业处室领导参加了会议，长龙航空刘启宏董事长、总裁、各分管副总裁及各运行部门负责人悉数出席会议。本次会议旨在探索新型监管方式，增进局方与企业的相互交流和了解，推动监管工作的顺利开展，促进政企共同安全目标的顺利实现。会议首先由长龙航空向局方汇报公司安全管理工作和“安全生产月”活动的开展情况，随后各运行部门负责人就部门运行和安全工作、存在的问题以及工作计划等方面的内容进行了汇报和广泛的交流。
17. 6月30日，浙江长龙航空有限公司（简称“长龙航空”）开通杭州=张家界航线，班期为每周一、三、五、七各一个航班。杭州=张家界航线去程航班号为GJ8741，时刻为17点55分从杭州起飞，回程航班号为GJ8742，时刻为20点20分从张家界起飞回杭州。
18. 7月1日，长龙航空开通杭州=西安=固原，杭州=西安=中卫两条航线。杭州=西安=中卫航线去程航班号为GJ8693，时刻为杭州12:50-14:50西安15:50-17:00中卫；回程航班号为GJ8694，时刻为中卫17:45-18:45西安19:50-22:05杭州，班期为每周一、三、五、七各一个航班。杭州=西安=固原航线去程航班号为GJ8683，时刻为杭州12:50-14:50西安15:50-17:00固原；回程航班号为GJ8684，时刻为固原17:45-18:45西安19:50-22:05杭州，班期为每周二、四、六各一个航班。
19. 7月14日起，浙江长龙航空公司将正式进驻淮安机场，开通杭州—淮安—重庆航线，每周1、3、5、7共四班，空客A320执行。该航班16:30从杭州起飞，17:35抵达淮安，18:20从淮安起飞，20:35抵达重庆，21:35从重庆起飞，23:15抵达淮安，23:45从淮安起飞，00:45抵达杭州。
20. 7月12日，一架标有以中国传统剪纸艺术中的“飞龙在天”形象为设计元素的浙江长龙航空公司空客A320型客机平稳地降落在呼伦贝尔海拉尔机场，标志着浙江长龙航空公司正式加盟呼伦贝尔航空市场，也是呼伦贝尔机场继新成立的东海航空、青岛航空后通航的第三家新航空公司的加盟。
21. 7月15日-浙江长龙航空公司在英国范堡罗航展上选择了CFM国际公司的CFM56-5B发动机为其新的11架空中客车A320ceo飞机提供动力。按目录价计算，该CFM发动机订单包括服务协议的总价值近5.2亿美元（包括备发）。
22. 7月16日晚上，一架注册号为B-1869的全新空中客车A320“鲨鳍小翼”飞机平稳降落在杭州机场跑道上，通过“水门”仪式后，正式加入浙江长龙航空有限公司大家庭。这是公司今年自购的第四架客机，也是公司引进的第六架客机。至此，长龙航空机队规模已达到九架，包括六架A320客机和三架B737货机。

## 机队

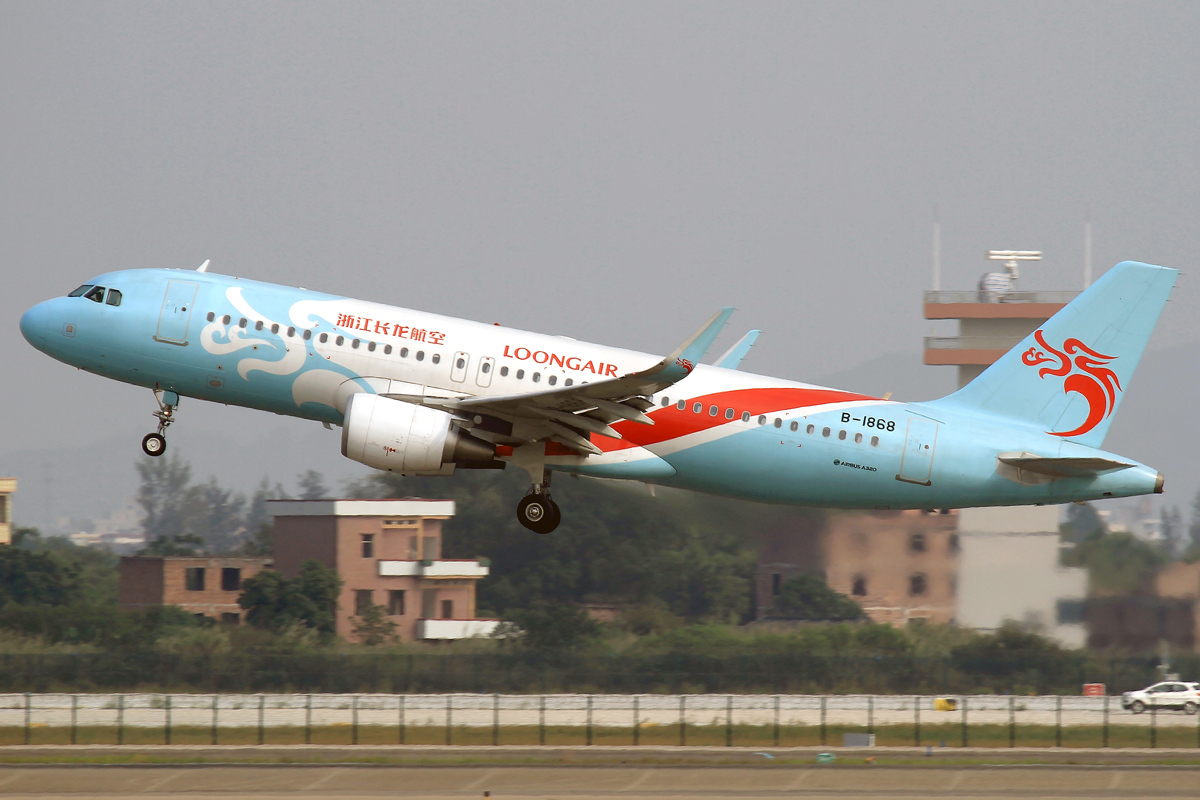
长龙航空的空中客车A320型客机从广州白云国际机场起飞；B-1868这一编号曾用于中華航空的一架波音747-132

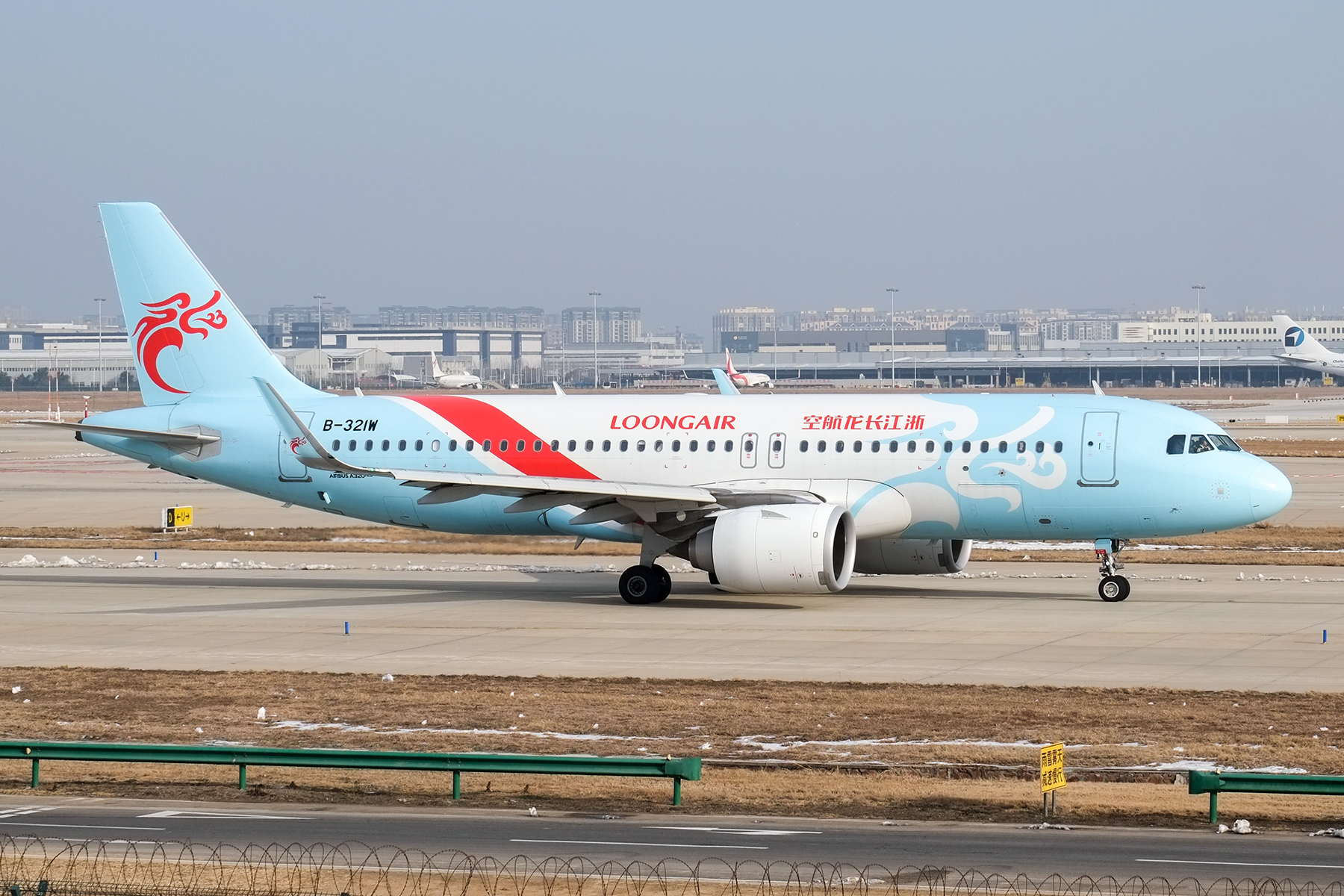
长龙航空的空中客车A320neo型客机在郑州新郑国际机场滑行

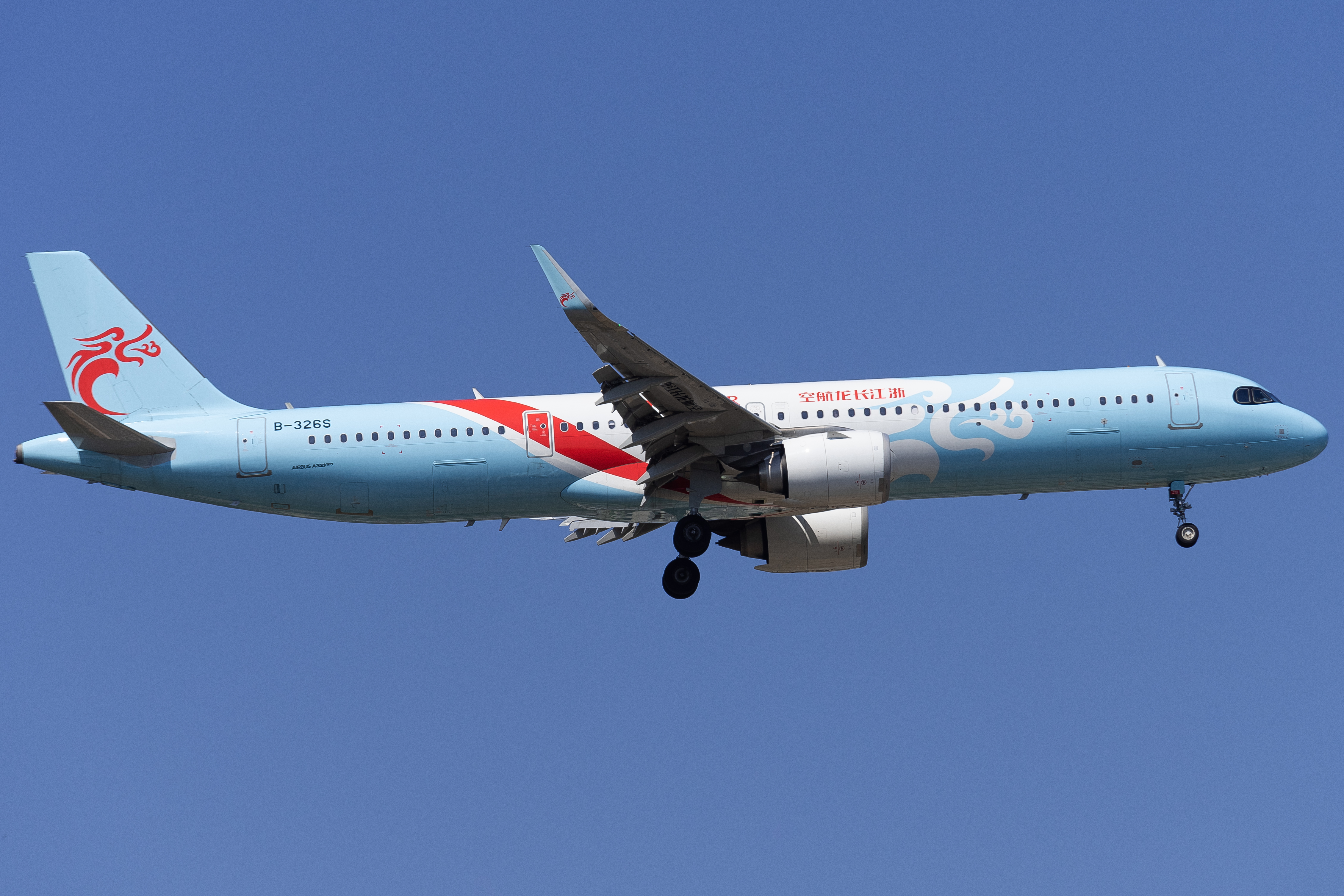
长龙航空的空中客车A321neo型客机在降落于北京首都国际机场

### 机队数量
长龙航空公司目前维持着一支全空客机型的机队，其在创立初期引进的3架波音737货机已于2022年-2023年3月逐渐退出运营。

### 彩绘及机身贴纸
据统计，截至2023年9月，长龙航空共有30架飞机为彩绘涂装或有机身贴纸。

#### 彩绘
第19届杭州亚运会：B-1673/1675/1676/8145/8147/8148/8243/8335/8336/8453（A320ceo机型），B-329Q/B-329R（A321neo机型）
潮起萧山：B-1866
奔竞萧山：B-8451
甘肃主题：B-1867（如意号）/B-1868（飞天号）
中国电信5G：B-8146
阿克苏主题：B-8433/B-8452
长白山主题：B-8560
蒙娜丽莎瓷砖：B-8593
诗画浙江：B-8897
诗画江南，活力浙江：B-327C/B-328X
浙商银行：B-8985/B-325X

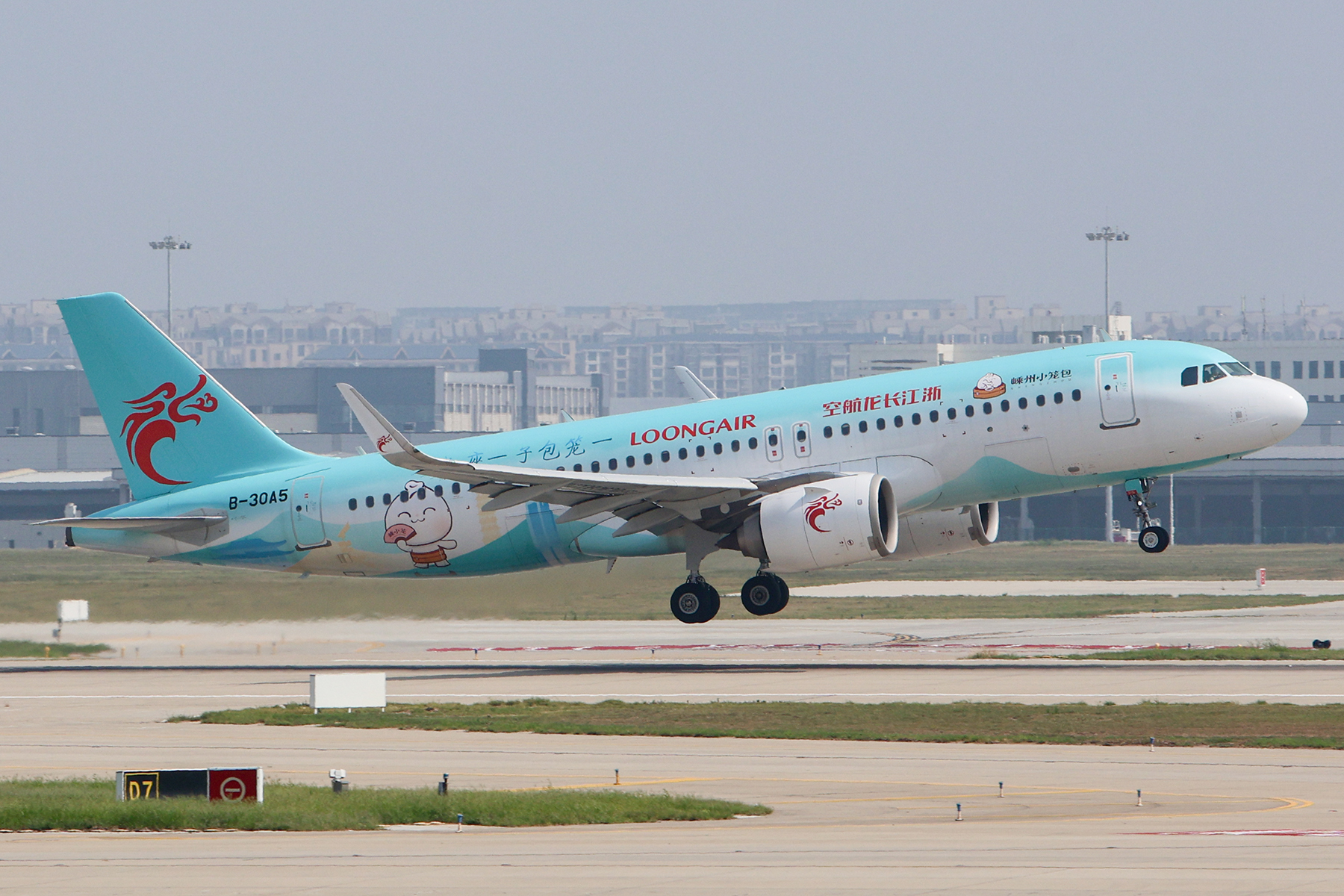
B-30A5 嵊州小笼包彩绘
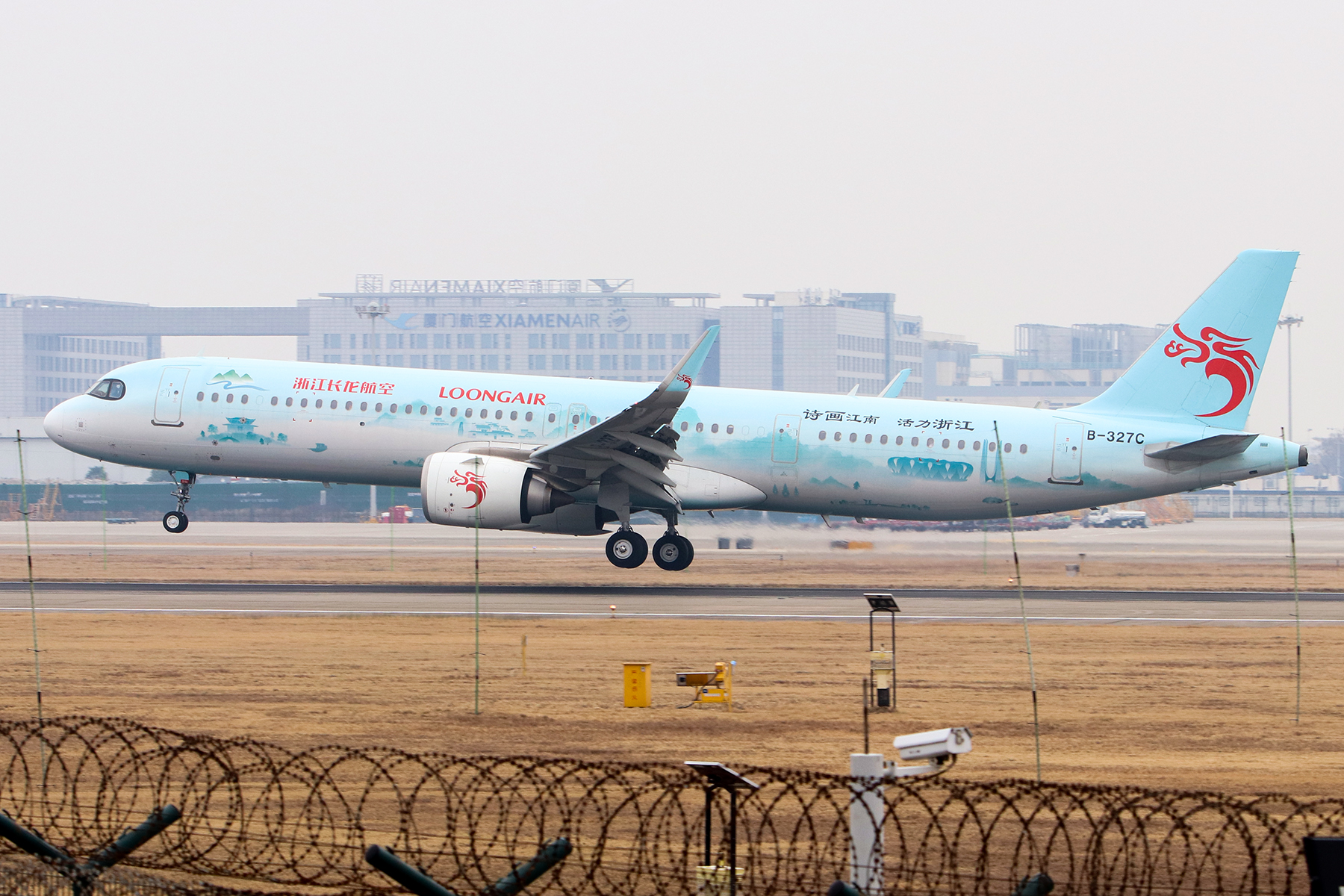
B-327C “诗画江南 活力浙江”彩绘
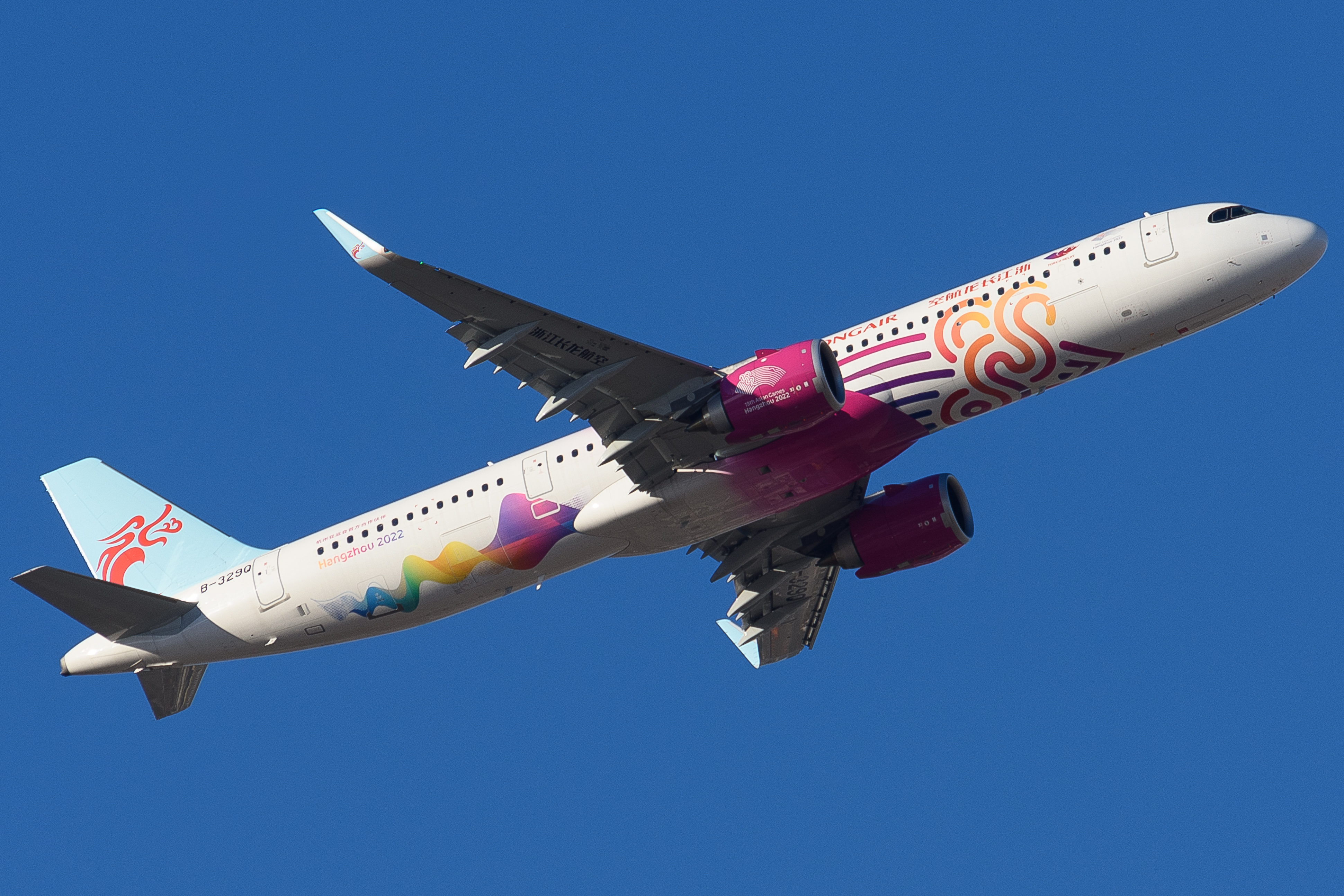
B-329Q “2022杭州亚运会”彩绘
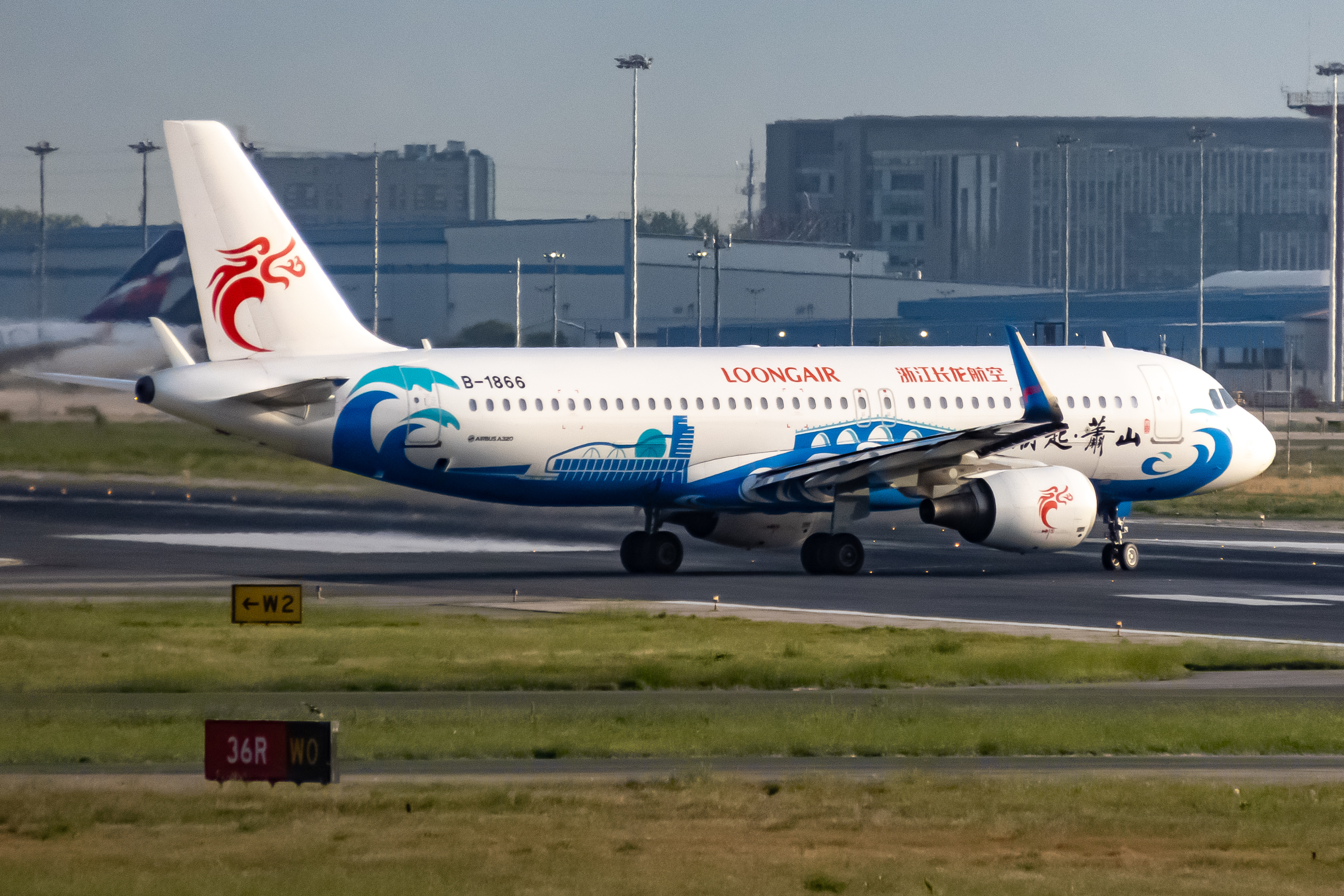
B-1866 “潮起萧山”彩绘
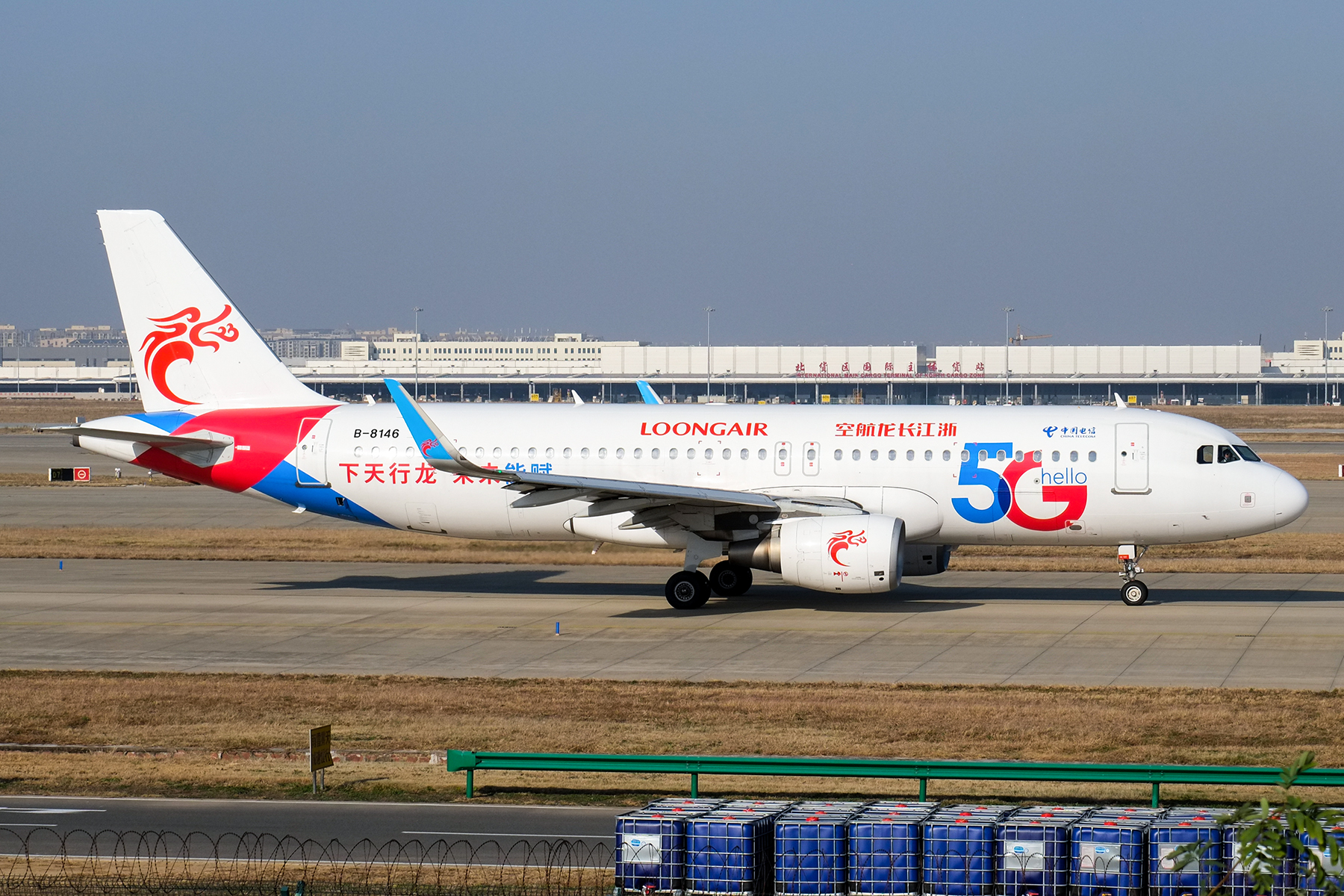
B-8146 “中国电信5G”彩绘
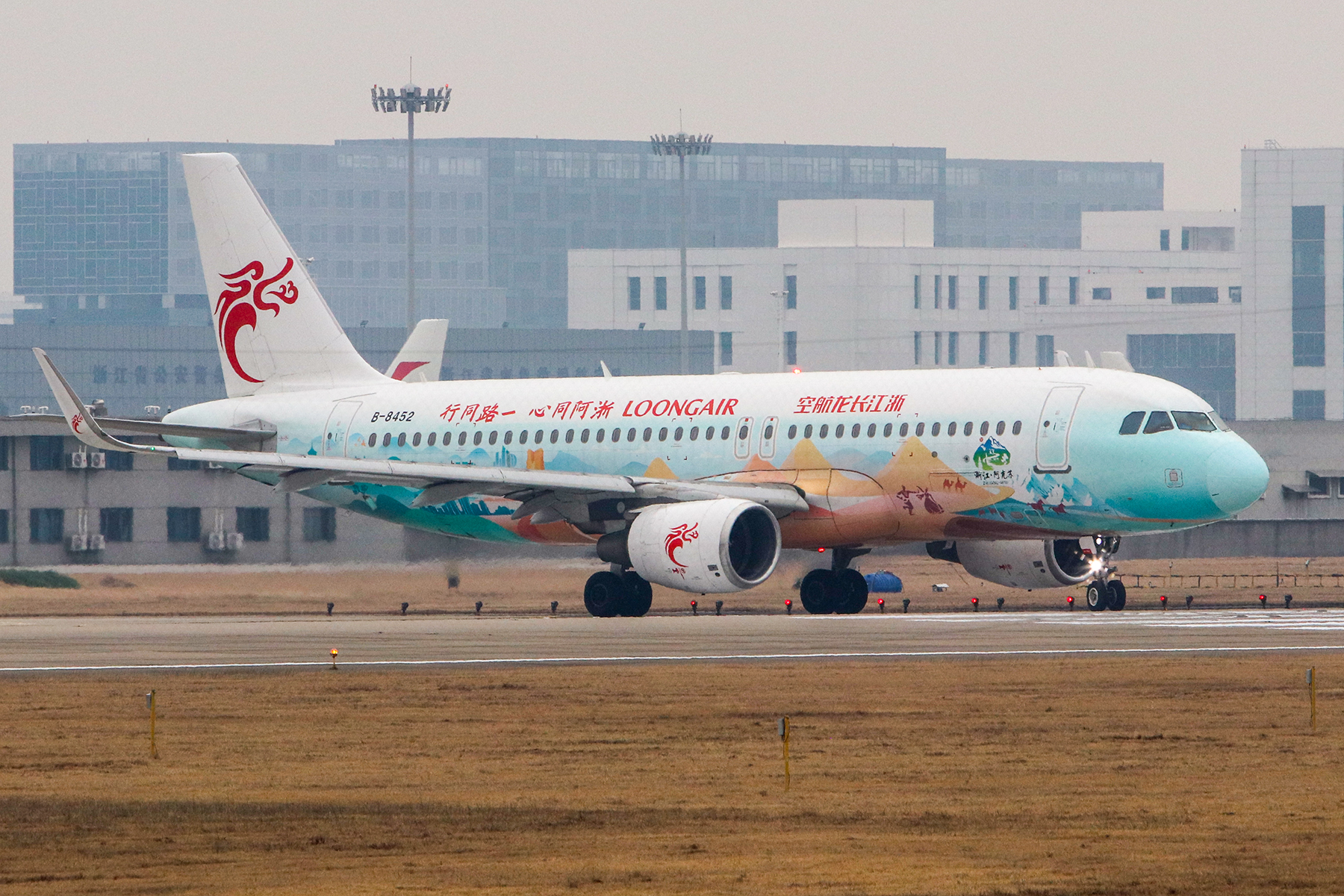
B-8452 “浙江·阿克苏”彩绘
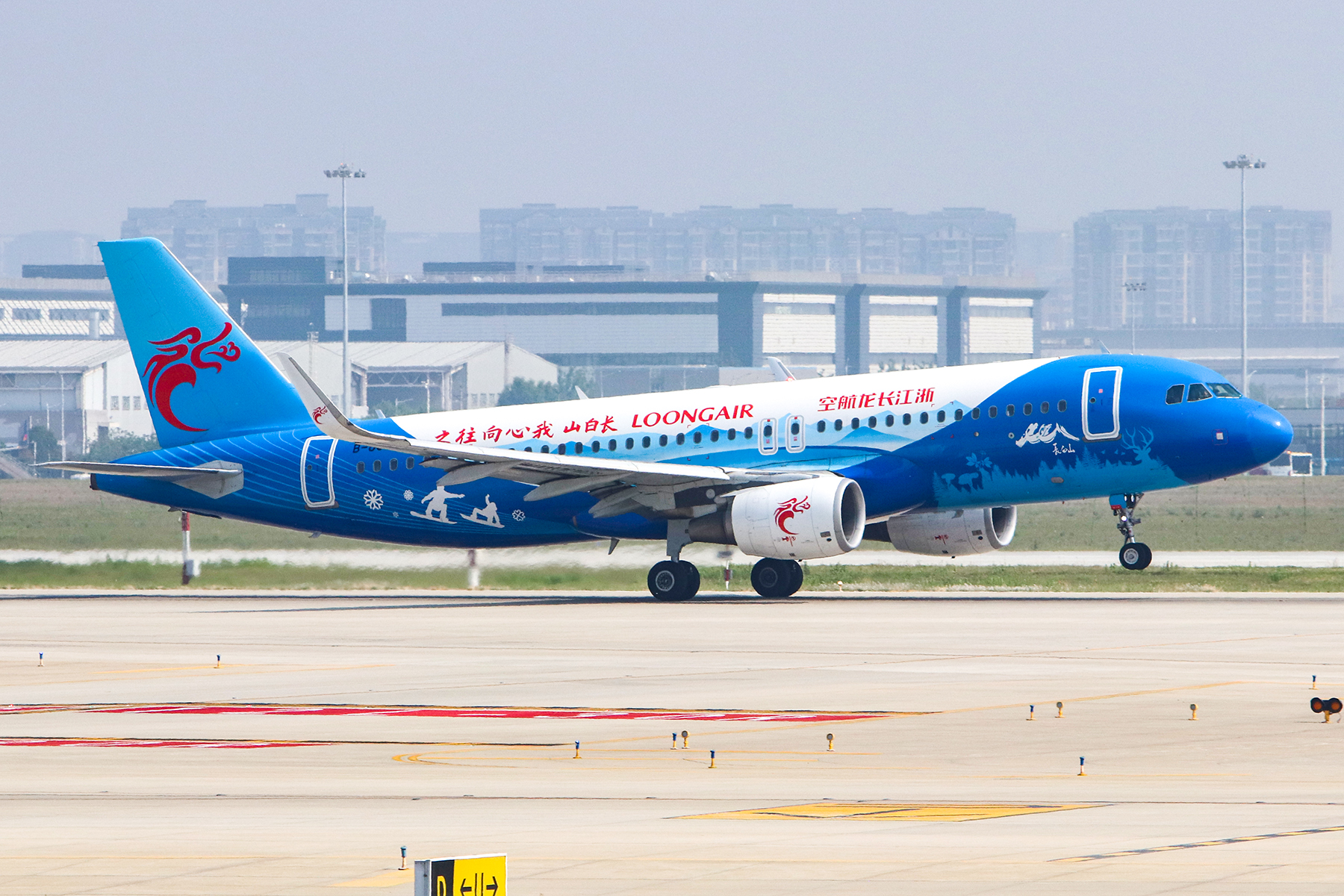
B-8560 “长白山”彩绘
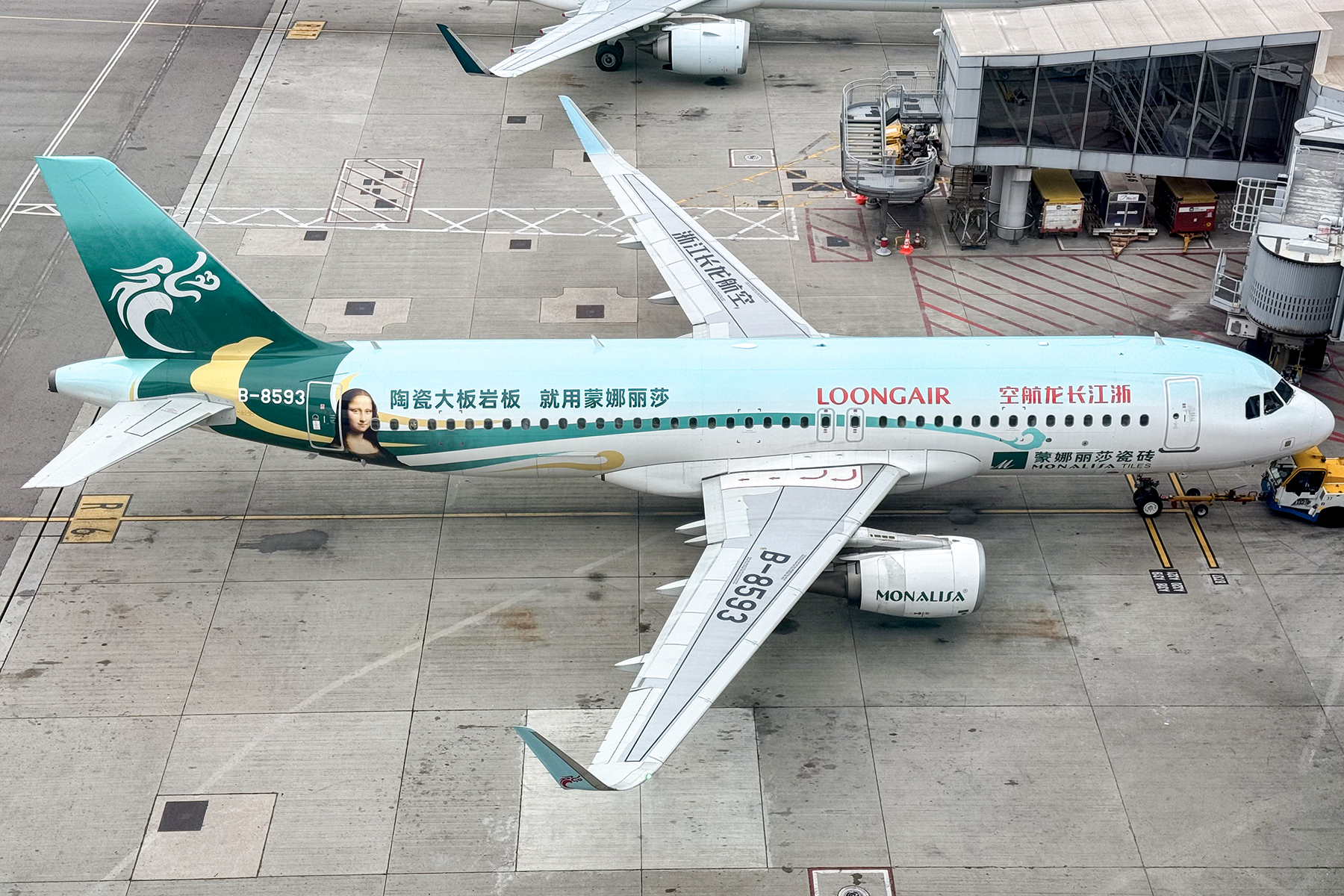
B-8593 “蒙娜丽莎瓷砖”彩绘
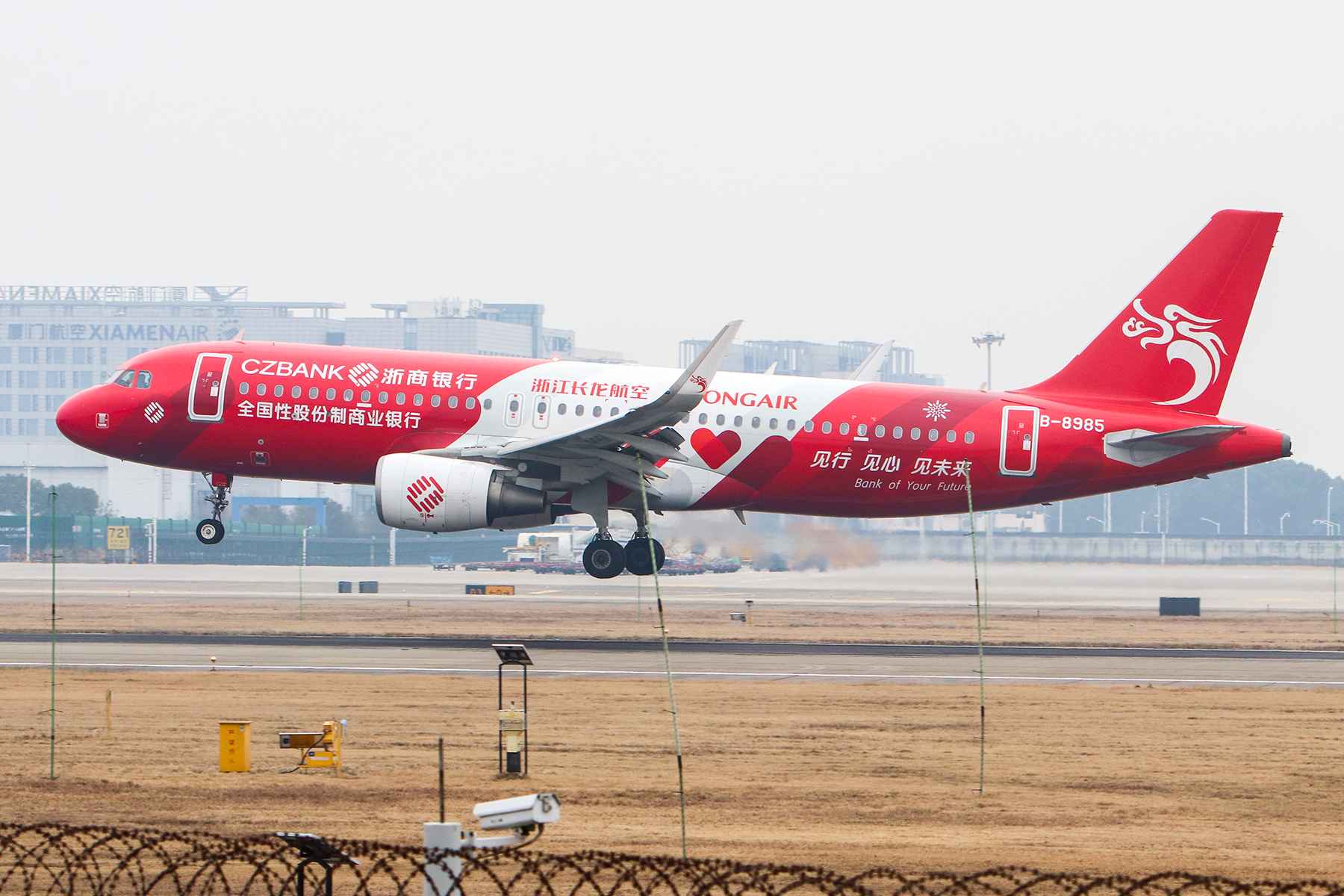
B-8985 “浙商银行”彩绘

#### 贴纸
中国排球超级联赛：B-8898
领克汽车：B-304Y
娃哈哈：B-309N
长龙航空第50架A320：B-30FV

## 通航城市

### 中国大陆境内客运航线
| 序号 | 航点     | 机场                 | 区域     |
| ---- | -------- | -------------------- | -------- |
| 1    | 杭州     | 杭州萧山国际机场     | 华东区域 |
| 2    | 宁波     | 宁波栎社国际机场     | 华东区域 |
| 3    | 温州     | 温州龙湾国际机场     | 华东区域 |
| 4    | 上海     | 上海浦东国际机场     | 华东区域 |
| 5    | 南京     | 南京禄口国际机场     | 华东区域 |
| 6    | 扬州     | 扬州泰州机场         | 华东区域 |
| 7    | 淮安     | 淮安涟水机场         | 华东区域 |
| 8    | 盐城     | 盐城南洋机场         | 华东区域 |
| 9    | 泉州     | 泉州晋江机场         | 华东区域 |
| 10   | 徐州     | 徐州观音国际机场     | 华东区域 |
| 11   | 连云港   | 连云港白塔埠机场     | 华东区域 |
| 12   | 无锡     | 苏南硕放国际机场     | 华东区域 |
| 13   | 赣州     | 赣州黄金机场         | 华东区域 |
| 14   | 北京     | 北京首都国际机场     | 华东区域 |
| 15   | 石家庄   | 石家庄正定国际机场   | 华东区域 |
| 16   | 大同     | 大同云冈机场         | 华北区域 |
| 17   | 赤峰     | 赤峰玉龙机场         | 华北区域 |
| 18   | 烟台     | 烟台蓬莱国际机场     | 华北区域 |
| 19   | 秦皇岛   | 秦皇岛北戴河机场     | 华北区域 |
| 20   | 忻州     | 忻州五台山机场       | 华北区域 |
| 21   | 呼和浩特 | 呼和浩特白塔国际机场 | 华北区域 |
| 22   | 济南     | 济南遥墙国际机场     | 华北区域 |
| 23   | 威海     | 威海大水泊机场       | 华北区域 |
| 24   | 太原     | 太原武宿国际机场     | 华北区域 |
| 25   | 邯郸     | 邯郸机场             | 华北区域 |
| 26   | 乌兰浩特 | 乌兰浩特机场         | 华北区域 |
| 27   | 日照     | 日照山字河国际机场   | 华北区域 |
| 28   | 临沂     | 临沂沭埠岭机场       | 华北区域 |
| 29   | 沈阳     | 沈阳桃仙国际机场     | 东北区域 |
| 30   | 哈尔滨   | 哈尔滨太平国际机场   | 东北区域 |
| 31   | 大连     | 大连周水子国际机场   | 东北区域 |
| 32   | 长春     | 长春龙嘉国际机场     | 东北区域 |
| 33   | 广州     | 广州白云国际机场     | 中南区域 |
| 34   | 长沙     | 长沙黄花国际机场     | 中南区域 |
| 35   | 襄阳     | 襄阳刘集机场         | 中南区域 |
| 36   | 郑州     | 郑州新郑国际机场     | 中南区域 |
| 37   | 揭阳     | 揭阳潮汕机场         | 中南区域 |
| 38   | 南阳     | 南阳姜营机场         | 中南区域 |
| 39   | 深圳     | 深圳宝安国际机场     | 中南区域 |
| 40   | 怀化     | 怀化芷江机场         | 中南区域 |
| 41   | 恩施     | 恩施许家坪机场       | 中南区域 |
| 42   | 洛阳     | 洛阳北郊机场         | 中南区域 |
| 43   | 三亚     | 三亚凤凰国际机场     | 中南区域 |
| 44   | 张家界   | 张家界荷花机场       | 中南区域 |
| 45   | 珠海     | 珠海金湾机场         | 中南区域 |
| 46   | 武汉     | 武汉天河国际机场     | 中南区域 |
| 47   | 十堰     | 十堰武當山機場       | 中南区域 |
| 48   | 海口     | 海口美兰国际机场     | 中南区域 |
| 49   | 琼海     | 琼海博鳌机场         | 中南区域 |
| 50   | 玉林     | 玉林福绵机场         | 中南区域 |
| 51   | 成都     | 成都双流国际机场     | 西南区域 |
| 52   | 安顺     | 安顺黄果树机场       | 西南区域 |
| 53   | 毕节     | 畢節飛雄機場         | 西南区域 |
| 54   | 丽江     | 丽江三义机场         | 西南区域 |
| 55   | 绵阳     | 绵阳南郊机场         | 西南区域 |
| 56   | 重庆     | 重庆江北国际机场     | 西南区域 |
| 57   | 遵义     | 遵義新舟機場         | 西南区域 |
| 58   | 黔江     | 黔江武陵山机场       | 西南区域 |
| 59   | 西双版纳 | 西双版纳嘎洒国际机场 | 西南区域 |
| 60   | 铜仁     | 铜仁凤凰机场         | 西南区域 |
| 61   | 贵阳     | 贵阳龙洞堡国际机场   | 西南区域 |
| 62   | 兴义     | 兴义万峰林机场       | 西南区域 |
| 63   | 昆明     | 昆明长水国际机场     | 西南区域 |
| 64   | 凯里     | 凱里黃平機場         | 西南区域 |
| 65   | 西安     | 西安咸阳国际机场     | 西北区域 |
| 66   | 汉中     | 汉中城固机场         | 西北区域 |
| 67   | 西宁     | 西宁曹家堡国际机场   | 西北区域 |
| 68   | 乌鲁木齐 | 乌鲁木齐天山国际机场 | 西北区域 |
| 69   | 榆林     | 榆林榆阳机场         | 西北区域 |
| 70   | 银川     | 银川河东国际机场     | 西北区域 |
| 71   | 敦煌     | 敦煌机场             | 西北区域 |
| 72   | 阿克苏   | 阿克苏红旗坡机场     | 西北区域 |
| 73   | 喀什     | 喀什徕宁国际机场     | 西北区域 |
| 74   | 延安     | 延安南泥湾机场       | 西北区域 |
| 75   | 兰州     | 兰州中川国际机场     | 西北区域 |

### 港澳台及境外客运航线
更新至 2024.12.20
| 国家及地区 | 机场             | 航班号                      | 备注                             |
| ---------- | ---------------- | --------------------------- | -------------------------------- |
| 日本       | 关西国际机场     | 杭州：GJ8077/8078/8249/8250 | 每周一三五日二班，每周二四六一班 |
| 日本       | 成田国际机场     | 温州：GJ6089/6090           | 每周二四六一班                   |
| 日本       | 福冈机场         | 西安：GJ6059/6060           | 每周二四六一班                   |
| 新加坡     | 新加坡樟宜机场   | 温州：GJ8797/8798           | 每周二四六一班                   |
| 泰國       | 素万那普国际机场 | 杭州：GJ8021/8022           | 每周一三五日一班                 |
| 马来西亚   | 吉隆坡国际机场   | 杭州：GJ8035/8036           | 每周一三五日一班                 |
| 马来西亚   | 槟城国际机场     | 西安：GJ8305/8306           | 每周一五一班                     |
|            | 阿拉木图国际机场 | 杭州：GJ8217/8218           | 每周一三五六一班                 |
|            | 仁川国际机场     | 杭州：GJ8507/8508           | 每周四一班                       |
|            | 济州国际机场     | 杭州：GJ8939/8940           | 每日一班                         |
|            | 务安国际机场     | 杭州：GJ8243/8244           | 每周三日一班                     |
| 香港       | 香港国际机场     | 杭州：GJ8053/8054/8007/8008 | 每日二班                         |
| 香港       | 香港国际机场     | 长春⇌临沂：GJ8139/8140      | 每周一三五一班                   |
| 香港       | 香港国际机场     | 长春⇌烟台：GJ8085/8086      | 每周二四六日一班                 |
|            | 玛纳斯国际机场   | 成都：GJ8531/8532           | 每周二六一班                     |
|            | 玛纳斯国际机场   | 西安：GJ8915/8916           | 每周一五一班                     |
|            | 塔什干国际机场   | 成都：GJ8975/8976           | 每周一三五一班                   |
|            | 塔什干国际机场   | 西安：GJ8765/8766           | 每周二四六一班                   |
|            | 撒马尔罕国际机场 | 西安：GJ8937/8938           | 每周三日一班                     |

### 货运航线
杭州、广州、青岛、南通、昆明、深圳、北京
 达卡（货运包机）

## 代码共享
长龙航空已和下列航司开始互相在各自的部分航线上进行代码共享，并在官网或第三方购票平台等渠道销售对方航司部分航线的机票
- 西藏航空
- 华夏航空
- 厦门航空
- 四川航空
- 中国南方航空
- 中国东方航空

## 争议事件

### 机长辱骂南京机场地勤
2021年6月26日，一名长龙航空机长在南京禄口机场停场期间因认为吉祥航空江苏分公司机务维修部保障疏失怠慢（实际操作时间合规）对负责保障该班长龙航空航班的吉祥航空南京基地地勤进行地域歧视性辱骂，声称南京人存在“劣根性”，遭辱骂的机务（非南京人）被南京的”劣根性”“污染”了，“我们也有自己的圈子，南京就是差，就是不行，有原因的啊”。遭到辱骂的地勤回应“没必要对南京人和我本人进行人格上的抨击”且“机长如果您觉得有问题可以对我进行投诉并且，您说的这些我也会如实反馈对您进行投诉”，随后机务正常完成了该航班的航前保障工作。该行为激起强烈反响，导致吉祥航空发函长龙航空，表示当班机长的行为对涉事南京地勤人员造成“极大心理伤害”，“造成了极恶劣的影响”，“严重破坏了我司（吉祥航空）南京机务部和贵司（长龙航空）长期友好的合作友谊。”要求长龙航空就该班航班机组提出的保障问题以及南京人的劣根性问题进行书面解答。该行为同样导致长龙航空遭到南京旅客群体集体抵制，知名南京航空博主“飞享枫华”呼吁南京飞友抵制长龙航空。2021年7月6日，长龙航空发布声明称已注意到此事件，并已与吉祥航空及有关人员取得联系以“查实真相”，并表示长龙航空对南京及南京人一直“心怀尊重”。该声明疑似使用了PS等软件将多张图叠图制作出，而非真正盖有长龙航空公司公章的文件。此后长龙航空再未公开对此事件发表过声明，亦未发布任何公开道歉。

## 事件

### 女子飛行期間打爆舷窗
2020年5月25日，一名29歲女子在喝下一瓶500毫升的白酒後，乘坐長龍航空班機GJ8528由西寧曹家堡國際機場飛往杭州蕭山國際機場，飛行期間，女子疑因酒精作用情緒失控，重拳打破客艙窗戶內側玻璃，導致客機需要緊急避降至鄭州新鄭國際機場。

## 外部連結
- 長龍航空 （页面存档备份，存于）（简体中文）